# Isaac Frenkel
Isaac Frenkel Rosemberg (Santiago, 10 de septiembre de 1931 - Santiago, 22 de enero de 2024), fue un abogado y gestor cultural chileno, de origen judío. 
Presidió el Comité de Programación de Artes Musicales y Escénicas de la Fundación Corpartes, fue vicepresidente de la Fundación de Orquestas Juveniles e Infantiles de Chile, y presidente de la Comunidad Judía de Chile.

## Biografía
Su padre Geronimo Frenkel Yantifovich llegó a Chile de Ucrania y su madre Emilia Rosemberg Gerscovich llegó de Odesa. Sus padres se radican en Santiago en un barrio avecindado por los judíos inmigrantes de Europa, y asisten a la Comunidad Judía de Bikur Jolim. Eran participantes de la corriente religiosa conservadora. 12

## Estudios
Hizo sus estudios primarios en la Escuela Francisco Antonio Olea y luego en el Instituto Nacional. El año 1948, cursando quinto año de Humanidades, formó parte como prosecretario del Gobierno Estudiantil del Instituto Nacional y, el año siguiente, fue designado su Presidente, le correspondió organizar la primera huelga en la historia de ese colegio, cuyo objeto era exigir la permanencia del profesor Augusto Santander, eximio maestro y muy exigente que se había decidido trasladar a otro colegio. La huelga fue exitosa.
Cursó sus estudios universitarios en la Facultad de Derecho de la Universidad de Chile y obtuvo su título con distinción el año 1956.

## Carrera profesional
Desarrolló su carrera de abogado de forma independiente, en su estudio  profesional, trabajando para empresas comerciales, bancarias nacionales e internacionales.

## Vida personal
Desde muy joven tuvo diversos cargos de gran importancia dentro de la Comunidad Judía en Chile, los cuales desarrollaron su condición líder. El año 1941 ingresó al movimiento sionista socialista Dror, en el que militó activamente hasta el año 1948, fecha en que fue expulsado de dicho movimiento formando a continuación el movimiento Dror Gordonia, en el que le correspondió ocupar el cargo de Maskir.
El año 1952, junto con su compañero y amigo Orlando Letelier del Solar, crearon el Centro de Arte y Cultura de la Facultad de Derecho de la Universidad de Chile y se desempeñó como ayudante en la cátedra de derecho constitucional. El año 1953, concurrió, en representación de la Federación de Estudiantes de Chile, en calidad de Presidente, al Congreso de la Unión Internacional de Estudiantes en Varsovia.
El año 1957 ingresó a la Logia Negba de la Orden B’nai B’rith Internacional y fue su Presidente por dos periodos consecutivos. En 1967 formó la Filial Yavne, de la cual también fue Presidente por dos periodos consecutivos y, posteriormente en otros periodos. En la Convención del Distrito 20, fue designado secretario general, cargo que ocupó por dos periodos entre los años 1965-1969. En el año 1969 es elegido segundo vicepresidente del distrito; el año 1971 es reelegido en tal calidad; el año 1973 primer vicepresidente y el año 1975 es designado Presidente del Distrito 20, cargo que desempeñó durante dos periodos hasta el año 1979.
Asiste, como Representante de la B’nei B’rith Internacional, en calidad de observador a la Conferencia de la UNCTAD realizada en Santiago el año 1972.
El año 1975, se expropia el hogar de la B’nai B’rith y asume su defensa en los tribunales.
El año 1973, en la Convención Mundial de la Orden B’nai B’rith, ésta deja de ser una orden iniciática para devenir en una organización internacional de servicios que se denominará en adelante B’nei B’rith Internacional. Por varios periodos es designado Vicepresidente Internacional de la organización.
El año 1980 se le designa como primer sudamericano en el cargo de Copresidente del Consejo Internacional, cargo que detenta por dos periodos hasta el año 1988.
El año 1984 se funda la Sección Latinoamericana del Consejo Internacional, la que presidirá durante 11 años.
Más adelante, hacía fines del siglo pasado, se divide el Distrito 20 en tres nuevos Distritos, correspondiéndole a Chile, Perú y Bolivia el Nº27 que presidirá durante un periodo.
El año 1991, recuperada la democracia en Chile, es elegido Presidente del Comité Representativo de las Entidades Judías de Chile, hoy Comunidad Judía de Chile, cargo que presidió durante dos periodos consecutivos conforme a la reglamentación vigente.
Falleció en Santiago el 22 de enero de 2024.

## Actividades musicales
Su interés por la música viene desde muy niño, cuando escuchaba música litúrgica en su vitrola, además de tangos y boleros. Luego vino su interés por la música clásica, lo que influyó poderosamente en su interés por dedicarse a la gestión cultural. 
Desde 1990 colaboró con Fernando Rosas en la Fundación Beethoven.
En el año 1997 gestó la primera, de varias, presentaciones en Chile de la Orquesta Filarmónica de Israel, junto a los Amigos de la Orquesta Filarmónica de Israel.
El año 2007 asumió como Director de la Fundación Beethoven y, a partir de fines de noviembre de 2007, asume la Presidencia de la Fundación a la que renunció a principios del año 2011. Entre los años 2008 y 2012 Consejero del Consejo de Fomento de la Música Nacional.  Luego fue Presidente del Comité de Programación de las Artes Musicales y Escénicas de la Fundación Corpartes.

## Premios
El año 2009 la Presidente Michelle Bachelet le entrega la condecoración Orden al Mérito Pablo Neruda, premio artístico y cultural, por su gran dedicación,  contribución y colaboración. En la entrega del premio la Presidente dice “por honrar nuestra tradición de respecto, tolerancia y también ser un gran demócrata”.
El año 2022 es premiado por El Mercurio y la Universidad Católica de Chile entre los 100 líderes mayores de edad que se han destacado en su contribución y aporte al desarrollo de sus comunidades y del país.